# تنظيم ذاتي

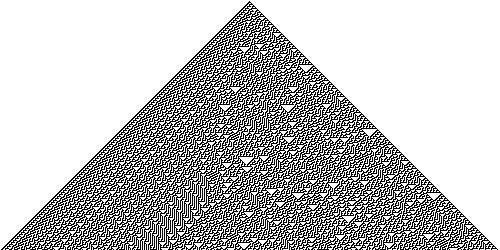

التنظيم الذاتي هو عملية تتشكل من خلالها الهيكلة العامة أو التنسيق نتيجة التفاعلات المحلية بين الأجزاء الصغيرة المكونة في بداية اختلال النظام. يمكن أن تكون عملية التنظيم الذاتي تلقائية، ولا تتطلب بالضرورة السيطرة من قبل أي أداة  خارجية. ، غالبًا ما تتأثر هذه العملية بالتقلبات العشوائية التي تُضَخَّم بواسطة ردود الفعل الإيجابية. تكون نتائج التنظيم غير مركزية أو موزعة بالكامل على جميع مكونات النظام، كما أن التنظيم بشكل عام يكون محكمًا وقادرًا على الحفاظ على الحياة وإصلاح الأضرار الكبيرة أو الاضطرابات. تناقش نظرية الفوضى التنظيم الذاتي من حيث القدرة على التوقع في وسط الفوضى المتقلبة. يحدث التنظيم الذاتي في مجموعة متنوعة من النظم، بما في ذلك الفيزيائية، والكيميائية، والبيولوجية، والآلية، والاجتماعية، والإدراكية.
تتضمن أمثلة على التنظيم الذاتي البلورة، والحمل الحراري في السوائل، والذبذبات الكيميائية، واحتشاد الحيوانات، والشبكات العصبية.

## نظرة عامة
ويتحقق التنظيم الذاتي من عملية عدم التوازن في الفيزياء والتفاعلات الكيميائية، حيث غالبا ما توصف بأنها التجميع الذاتي. و مفهوم التنظيم الذاتي أمر أساسي لوصف النظم البيولوجية من دوين الخلوي إلى مستوى النظام البيئي، فهناك أمثلة مذكورة للسلوك التنظيمي الذاتي وجدت في أدبيات العديد من التخصصات الأخرى، سواء في العلوم الطبيعية والعلوم الاجتماعية مثل: الاقتصاد أو علم الإنسان. كما لوحظ التنظيم الذاتي في النظم الرياضية مثل: الخلايا ذاتية السلوك.
في بعض الأحيان يدمج مفهوم التنظيم الذاتي مع ذلك المفهوم الظاهر ذو الصلة، وكما ينبغي أن يُعرف أنه قد تكون هناك حالات تنظيم ذاتي غير ظاهرة وظاهرة من غير التنظيم الذاتي.
عادة ما يعتمد التنظيم الذاتي على ثلاثة عناصر أساسية:
- استقامة ديناميكية قوية، على الرغم من أنه في كثير من الأحيان ليس من الضروري أن تنطوي على ردود الفعل الإيجابية والسلبية.
- التوازن في الاستغلال والاكتشاف.
- تفاعلات متعددة.

## مبادئ التنظيم الذاتي
وضع المتخصص في علم التحكم الآلي ويليام روز آشبي المبدأ الأصلي للتنظيم الذاتي في عام 1947، الذي ينص على أن أي نظام ديناميكي حتمي سوف يتطور تلقائيا نحو حالة من التوازن والتي يمكن وصفها من ناحية الأرض المحيطة بها ومنطقة صرف المياه لها. هناك تطور للنظام ليبقى جاذبا لهذه القيود على النظام ككل، و هذا يعني شكلا من أشكال الاعتماد المتبادل أو التنسيق بين مكوناته التأسيسية «الفرعية».
من وجهة نظر آشبي كل نظام فرعي لديه تكيف إلى البيئة التي تشكلت من قِبل جميع النظم الفرعية الأخرى. وقد وضع المتخصص في علم التحكم الآلي هاينز فون فورستر مبدأ (أمر من الضوضاء) في عام 1960، ويلاحظ أنه يتم تسهيل التنظيم الذاتي يسهل من قبل الاضطرابات العشوائية (الضجيج) التي تسمح للنظام استكشاف مجموعة متنوعة من الحالات في مساحة حالتها. وهذا يزيد من فرصة وصول النظام إلى المنطقة المحيطة الجذابة من «القوة» أو «العمق»، من التي سيكون بعد سرعة دخولها إلى الجذابة نفسها. وقد وضع مبدأ مماثل من قبل متخصص الديناميكية الحرارية إيليا بريغوجين مثل «النظام من خلال التقلبات» أو «النظام من الفوضى»، وهذا يظهر في طريقة محاكاة الصلب والتي تستخدم في حل المشاكل وتعلم الآلة.

## تاريخ الفكرة
الفكرة أن ديناميكيات النظام لديها تاريخ طويل يمكن أن يؤدي إلى زيادة تنظيم النظام، ومن أوائل تصريحات هذه الفكرة كانت من قبل الفيلسوف ديكارت، في الجزء الخامس له من خطابة النظام، حينما عرضها نظريا.
عمل ديكارت أيضاً على الفكرة مطولا في عمله غير المنشور العالم. يعتقد الذريون القدماء أن تصميم العقل غير مهم للتأثير على النظام الطبيعي، بحجة أنها تعطى ما يكفي من الوقت، والسعة، والأهمية، وعلى الرغم من عدم وجود غاية لهذا أن يحدث، فالتنظيم لا مفر منه في نهاية المطاف، فالفكرة التي قدمها ديكارت كانت أن القوانين العادية الطبيعية تميل إلى إنتاج التنظيم [ بحاجة إلى مصدر ] (للتاريخ ذو الصلة، انظر إلى آرام فارتانيان، وديدرو وديكارت)، فالمفهوم الاقتصادي لـ (اليد الخفية) لأدم سميث يمكن أن يفهم بأنه محاولة لوصف تأثير السوق مثل أمر تلقائي على تصرفات الأفراد، سعى علماء الطبيعة في بداية القرن 18 لفهم «القوانين العالمية للشكل» من أجل توضيح أشكال ملاحظة العيش بنظام. عندما أحيا الرواد مثل دارسي وينتوورث تومبسون أفكارهم مثلا في كتابه حول النمو والشكل فقد تدنت سمعتهم حتى بداية القرن 20، الفهم الحديث هو أن هناك قوانين عالمية حقا، ناشئة من الفيزياء الأساسية والكيمياء، والتي تحكم النمو والشكل في النظم البيولوجية، اكتشف سادي كارنو ورودولف كلاوزيوس القانون الثاني للديناميكا الحرارية في القرن 19، وهو ينص على أن مجموع الكون في بعض الأحيان يفهم مثل الاضطراب، وسوف تزداد دائما على مرور الزمن في نظام معزول. وهذا يعني أن النظام لايمكنه تلقائيا زيادة أمره، دون علاقة خارجية تقلل الأمر في مكان آخر في النظام (مثال: من خلال استهلاك انخفاض طاقة الكون ونشر الحرارة العالية الكون). في الأصل استخدم مصطلح «التنظيم الذاتي» من قبل إيمانويل كانت في كتابه نقد الحكم، حيث جادل بأن علم الغائية هو محتوى مفهوم فقط في حال وجود مثل هذا الكيان التي أجزائه أو «الأجهزة» التي تنتهي وتعني معا. مثل نظام الأجهزة يجب أن يكون قادرا على التصرف كما أن لديه عقل، أي أنه قادر على الحكم على نفسه. في مثل هذا المنتج الطبيعي، يعتقد أن هذا الجزء يرجع وجوده إلى وكالة الأجزاء المتبقية، والقائمة من أجل الآخرين، والجميع، وهذا هو كأداة أو عضوا. الجزء يجب أن يكون عضوا ينتج أجزاء أخرى ـــــ وبالتالي تبادل إنتاج الآخرين. فقط في ظل هذه الظروف وبناء على هذه الشروط يمكن أن لمثل هذا المنتج أن يكون كائنا منظما أو منظما ذاتيا وعلى هذا النحو يسمى النهاية الفيزيائية، فمصطلح التنظيم الذاتي أُدْخِلَ للعلم المعاصر في عام 1947 من قبل الطبيب النفسي والمهندس جورج روس أشبي، وقد تناول من قبل المتخصصون في علم التحكم الآلي هاينز فون فورستر، وجوردون باسك، وستافورد البيرة، وفون فورستر مؤتمرا حول «مبادئ الانتظام الذاتي» في جامعة إلينوي أليرتون بارك في يونيو 1960، والذي أدى إلى سلسلة مؤتمرات حول أنظمة التنظيم الذاتي. تولى نوربرت فينر أيضا هذه الفكرة في الطبعة الثانية له من علم التحكم الآلي أو التحكم والاتصال في الحيوانات والآلات (1961)، وقد استخدم التنظيم الذاتي ككلمة ومفهوم مع تلك المرتبطة مع نظرية النظم العامة في 1960، ولكنها لم تصبح شائعة في الكتابات العلمية حتى تم اعتمادها من قبل الأطباء والباحثين في مجال الأنظمة المعقدة في 1970 و 1980 بعد إيليا بريغوجين 1977 جائزة نوبل، تلقى مفهوم الديناميكية الحرارية للتنظيم الذاتي بعض الاهتمام من الجمهور وقد بدأ الباحثين العلميين على النزوح من وجهة نظر معرفية إلى العرض الحرارية.[12]

## وجهات النظر
يتم تفسير آراء أخرى من التنظيم الذاتي في النظم الفيزيائية على أنها علمية بناء تراكمي دقيق، وعادة يعرض تاريخ التنمية منحنى «س». كما تم مناقشة الأنظمة المحلية المعقدة بشكل مختلف من قبل باحثين مختلفين، لاستغلال تدرجات الطاقة التي تتطور من بذور منظمة، من خلال سلسلة من الانطلاق الطبيعي وإنهاء مراحل عكس اتجاه تنميتها. فتراكم أساليب العمل والتي اكتشف أجزائها، كما أنها تستخدم تدرجاتها لتصبح «التعلم»، و«التنظيم»، و«التصميم» للأنظمة باعتبارها من صنع الإنسان مثل لعلم البيئة أو الاقتصاد. مثال: أ. كتب وأوراق بيجيان تصف نهجه بـ «نظرية البناء». يعمل هينشو على عمليات البناء وفن نظام شبكة الطاقة وتسمى «نظرية النظم الطبيعية»، يستخدم الأساليب التحليلية المختلفة لتحديدها وتفصيلها مثل نظام تقييم الطاقة، لأخذ كمية النظام الصحيحة لجميع الطاقة المعقدة باستخدام الأنظمة، وتوقع تتابعها، مثل نماذج تغيير التعلم لتتكيف مع تصاميم الانبثاق المقتبس. عمل جورجيف هو الاستفادة من مبدأ أقل (ثبات) عمل في الفيزياء لتحديد التنظيم لنظام مقعد كحاله لتحديد قيود العمل الكلية للعناصر في النظام. التنظيم تم تعريفه من الناحية العددية وكما هو تبادل متوسط العمل في عنصر واحد واجتياز حد واحد، إذا تم وصف النظام كشبكة. فالكم الابتدائي من الإجراءات لثابت بلانك يستخدم لصنع أبعاد القياس ولتحديده ليتناسب عكسيا مع عدد كمية العمل المنفق من قبل العناصر لعبور حد واحد. فآلية التنظيم الذاتي هو التفاعل بين العناصر والقيود والذي يؤدي إلى تقليل القيد. وهذا يتفق مع مبدأ غاوس في تقليل القيد. فالمزيد من العناصر يقلل القيود بشكل أسرع، بالإضافة إلى الجانب الآخر من الآلية والذي يتم من خلال تراكم الكمية. ونتيجة لذلك فمسار العناصر معتدل، وهو ما يتناسب مع مبدأ هيرتز لانحناء أقل. فتم تعريف هذه الحالة للنظام والتي مع مجموع معدل أقل للتفاعلات بالجذّاب. فهذه الحالة الأخيرة لم يصل إلى أبدًا في النظم المفتوحة، حينما يكون هناك تدفق نظامي وتدفق للطاقة والعناصر، ولكن النظام دائما يميل نحو ذلك. هذه الطريقة يمكن أن تساعد في وصف الكم، والإدارة، والتصميم، والتنبؤ بالسلوك المستقبلي من الأنظمة المعقدة لتحقيق معدلات أعلى من التنظيم الذاتي لتحسين جودته، وهي القيمة العددية لتنظيمهم. ويمكن تطبيقها على الأنظمة المعقدة في الفيزياء، والكيمياء، وعلم الأحياء، وعلم البيئة، والاقتصاد، والمدن، ونظرية الشبكة وغيرها، حيث كانت موجودة.

## أمثله
تلخص القائمة التالية وتصنف من حالات التنظيم الذاتي الموجودة في مختلف التخصصات. وكما تنمو القائمة يصبح على نحو متزايد من الصعب تحديد إذا ماكنت هذه الظواهر كلها في الأساس نفس العملية، أو نفس التسمية تنطبق على العديد من العمليات المختلفة. على الرغم من بساطة التنظيم الذاتي البديهية كمفهوم، فقد ثبت بشكل ملاحظ أنه من الصعب إيجاد وتحديد رسميًا أو رياضيا، وإنه من الممكن تماما أن أي تعريف دقيق قد لا يتضمن كل الظواهر التي قد تم تطبيق تسميتها. وتم إزالة أبعد ظاهرة من الفيزياء، ففكرة التنظيم الذاتي هي أكثر إثارة للجدل كما فهمت من قبل علماء الفيزياء الحديثين. أيضا عندما التنظيم الذاتي حتى موجود بشكل واضح، ومحاولات لتفسيره من خلال الفيزياء أو الإحصاء وغالبا تنتقد مثلما الاختزالية. مثال: فعندما الأفكار التي بشأن التنظيم الذاتي تنشأ فيه، نقول البيولوجيا أو العلوم الاجتماعية الإضافي الواحد يحاول أن يأخذ المفهوم إلى الكيمياء، والفيزياء، أو الرياضيات، فالمزيد من الصمود هو المواجهة، وعادة ما تكون على أساس أنه يعني الاتجاه في العمليات الفيزيائية الأساسية. [ بحاجة لمصدر ] ومع ذلك، اتجاه الهيئات الساخنة للحصول على البرد (انظر الديناميكية الحرارية) ومن مبدأ انزياح التوازن ــ وتجدر الإشارة إلى تمديد الميكانيكا الإحصائية لقانون نيوتن الثالث ــ وينبغي أن يلاحظ معارضة هذا الاتجاه.